# Райхенау (монастир)
Монастир Райхенау (нім. Kloster Reichenau) — бенедиктинський монастир на острові Райхенау на Боденському озері. Поряд з Санкт-Галленським абатством і монастирем у Фульді належить до найвизначніших пам'яток епохи Каролінгів в Німеччині. У монастирі знаходяться церкви св. Марії і Марка, св. Петра і Павла та св. Георгія, побудовані в IX–XI ст. У монастирі зберігся настінний розпис, що вважається найдавнішим у Німеччині.
Монастир входить до списку об'єктів Всесвітньої спадщини ЮНЕСКО з 2000 року.

## Історія
Заснований в 724 р. єпископом св. Пірміном в переважно язичницькій на той час Алеманії. За легендою св. Пірмін, прибувши на острів Райхенау, вигнав з нього водяних зміїв. Там, де на острів ступила його нога, забило джерело.
Перший розквіт монастиря припадає на VIII–IX ст. — період християнізації Алеманії. При абаті Хейтоні монастир встановив зв'язки з Візантією, в ньому вивчали грецьку мову. Згідно з «Книгою побратимів» монастиря Райхенау в 870-і рр. в ньому зупинявся апостол слов'ян святий Мефодій, вигнаний своїми опонентами з Моравії в Швабію, а також його грецькі місіонери-супутники. Швидше за все саме в Райхенау був складений «Баварський географ» (традиційна назва за місцем пізнішого зберігання в Мюнхені) — каталог етнонімів Центральної та Східної Європи, де згадується Русь (Ruzzi) і ряд невідомих за іншими джерелами слов'янських і балтійських племен. Абатом монастиря Райхенау в 40-х рр.. IX ст. був Валафрід Страбон.

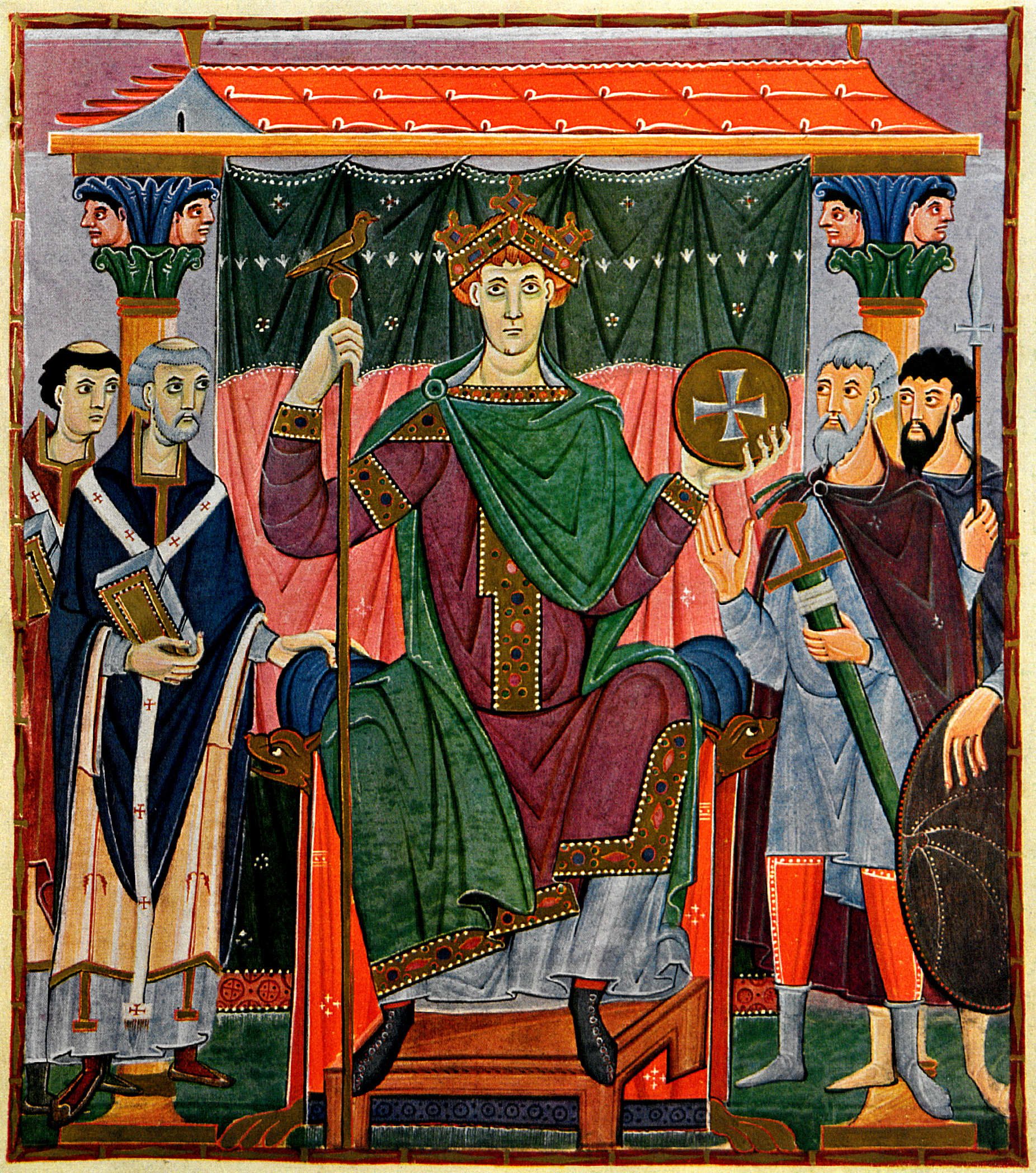
Майстер райхенауської школи. Евангеліарій короля Оттона III. Епізод: Володар на троні. бл. 1000. Баварська державна бібліотека. Мюнхен

Другий культурний розквіт Райхенау відноситься до часу Оттонівського Відродження. Завдяки заступництву Оттона I і II отримала популярність школа книжкової мініатюри монастиря Райхенау. У XI столітті в монастирі жив і працював відомий середньовічний вчений і музикознавець Герман з Райхенау.
Монастир був секуляризованим в 1803 р. З 2001 р. на острові оселилася невелика група ченців-бенедиктинців.